# Attaphila fungicola
Attaphila fungicola — вид тарганів родини Ectobiidae.

## Поширення
Вид поширений на півдні США у штатах Техас та Луїзіана.

## Опис
Дрібні таргани, завдовжки 3-3,5 мм. Тіло жовтувато-коричневого кольору. Самиці безкрилі, самці короткокрилі.

## Спосіб життя
Мірмекофільний вид. Живе у мурашниках Atta texana. Живиться грибком, який вирощують мурашки. Мурашки не атакують Attaphila fungicola, оскільки вона імітує запах мурах-господарів. Оскільки тарган не вміє літати, він використовує крилатих самиць мурашок, щоб розселятися у нові мурашники.